# Bridges to Babylon
Bridges to Babylon is een album uitgegeven door de band The Rolling Stones in 1997. Het werd het laatste studioalbum van de Rolling Stones in de jaren negentig. Het album werd gesteund met een wereldwijde tournee met veel succes.

## Nummers
Alle Nummers zijn geschreven door Mick Jagger en Keith Richards tenzij anders is aangegeven.
1. Flip the Switch – 3:28
2. Anybody Seen My Baby? (Mick Jagger/Keith Richards/k.d. lang/Ben Mink) – 4:31
3. Low Down – 4:26
4. Already Over Me – 5:24
5. Gunface – 5:02
6. You Don't Have To Mean It – 3:43
7. Out of Control – 4:43
8. Saint of Me – 5:15
9. Might as Well Get Juiced – 5:23
10. Always Suffering– 4:43
11. Too Tight – 3:33
12. Thief in the Night (Mick Jagger]/Keith Richards/Pierre de Beauport) – 5:16
13. How Can I Stop – 6:54

## Bezetting
- Mick Jagger - leadzang, elektrische gitaar, achtergrondzang, akoestische gitaar, keyboard, mondharmonica
- Keith Richards - elektrische gitaar, zang, achtergrondzang, akoestische gitaar, piano
- Charlie Watts - drums
- Ronnie Wood - elektrische gitaar, slide-gitaar, pedal steel-gitaar, dobro

- Darryl Jones - basgitaar
- Blondie Chaplin - achtergrondzang, tamboerijn, piano, basgitaar, percussie
- Matt Clifford - piano, orgel
- Pierre de Beauport - zessnarige basgitaar, piano
- Bernard Fowler - achtergrondzang
- Jim Keltner - percussie
- Darrell Leonard - trompet
- Biz Markee - rap
- Jamie Muhoberac - keyboard, bas
- Me'Shell Ndegeocello - bas
- Billy Preston - orgel
- Danny Saber - bas, elektrische gitaar, clavinet, keyboard
- Jeff Sarli - bas
- Wayne Shorter - saxofoon
- Joe Sublett - saxofoon
- Benmont Tench - orgel, piano, keyboard
- Waddy Wachtel - elektrische gitaar, akoestische gitaar, achtergrondzang
- Don Was - piano, bas, keyboard
- Doug Wimbish - achtergrondzang, bas

## Hitlijsten

### Album
| Jaar | Hitlijst                      | Notering |
| ---- | ----------------------------- | -------- |
| 1997 | Nederlandse Album Top 100     | 1(1wk)   |
| 1997 | Ultratop 200 Albums           | 2        |
| 1997 | Official Albums Chart Top 100 | 6        |
| 1997 | Billboard 200                 | 3        |

### Singles
| Jaar | Single                | Hitlijst                           | Notering |
| ---- | --------------------- | ---------------------------------- | -------- |
| 1997 | Anybody Seen My Baby? | Mainstream Rock Tracks             | 3        |
| 1997 | Anybody Seen My Baby? | Nederlandse Top 40                 | 12       |
| 1997 | Anybody Seen My Baby? | UK Singles Chart                   | 22       |
| 1997 | Flip The Switch       | Mainstream Rock Tracks             | 14       |
| 1998 | Saint of Me           | UK Singles Chart                   | 26       |
| 1998 | Saint of Me           | Billboard Hot 100                  | 94       |
| 1998 | Saint of Me           | Hot Dance Music/Maxi-Singles Sales | 23       |
| 1998 | Saint of Me           | Mainstream Rock Tracks             | 13       |
| 1998 | Out Of Control        | UK Singles Chart                   | 51       |